# 45e brigade d'artillerie
Pour les articles homonymes, voir 45e brigade.
La 45e brigade d'artillerie (en ukrainien : 45-та окрема артилерійська бригада, abrégé en 45 ОАБр ; numéro d'unité militaire А2943) est une grande unité des troupes d'artillerie des Forces terrestres ukrainiennes.
L'unité est basée en temps de paix à Yavoriv.

## Historique
Elle est créée le 12 mai 2016 comme brigade du corps de réserve, n'existant que sur le papier car avec des effectifs squelettiques, devant être complétée avec des réservistes que pour de courtes périodes d'entraînement, ou en cas de mobilisation.
Elle est mise sur pied en réaction à l'invasion de l'Ukraine par la Russie, passant d'un cadre de 65 hommes à 2 500 en quelques jours. Après quinze jours d'instruction, chacune des quatre divisions d'artillerie de la brigade est envoyée le 10 mars 2022 en renfort dans une zone différente : l'une près de Kiev (avec la division antichar), la 62e autour de Kharkiv, la troisième près de Kryvyï Rih et la dernière au sud de Zaporijjia.
À partir de novembre 2022, la brigade est redéployée au nord de Bakhmout. La brigade reçoit un drapeau de bataille le 6 décembre 2022 des mains du président Volodymyr Zelensky. Au début de septembre 2023, elle est juste en arrière du front, localisée près de Lyman, soutenant de ses feux les combats autour du saillant de Siversk (au nord de Bakhmout).

## Formations et équipement

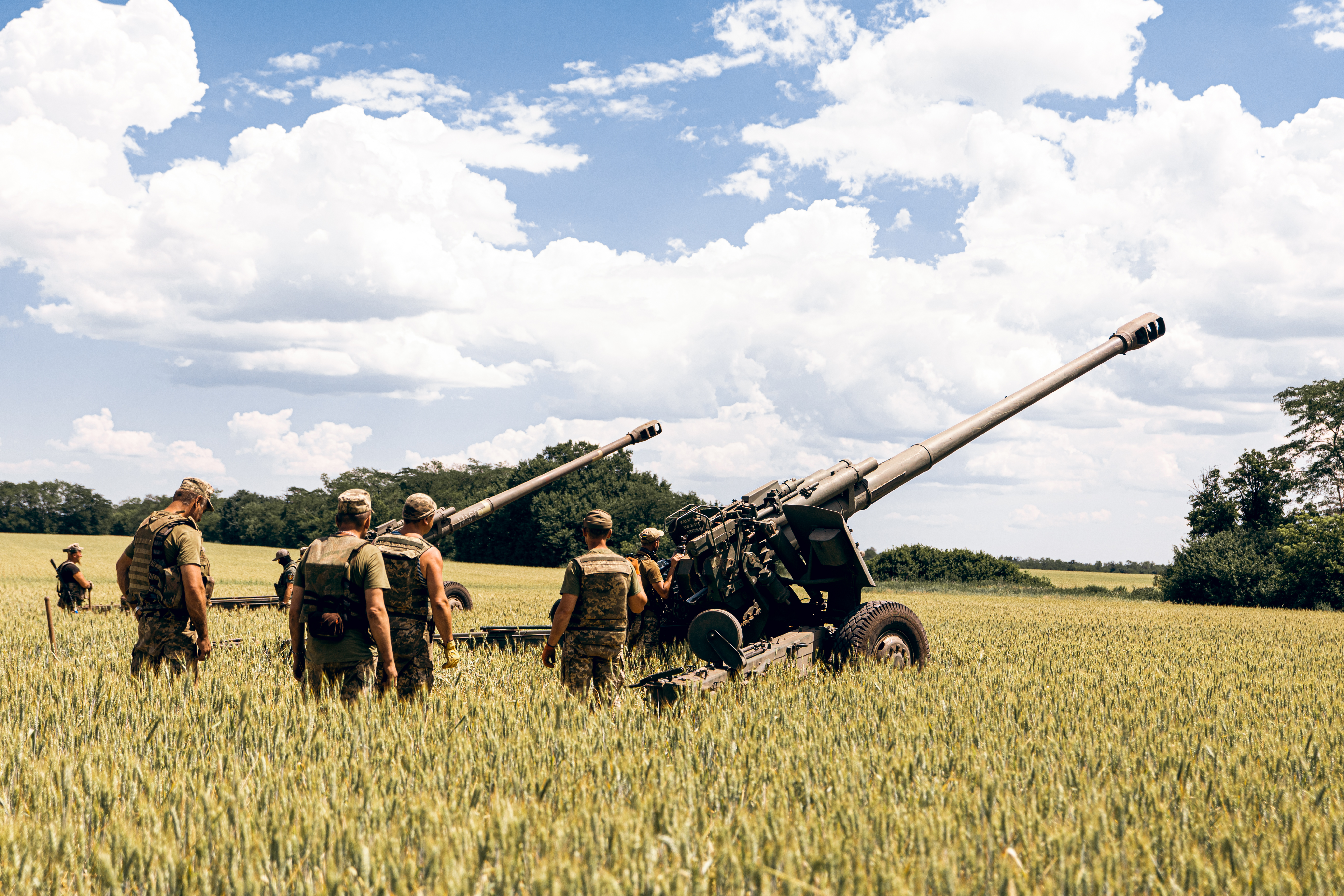
Des obusiers de 152 mm le 14 juin 2022.

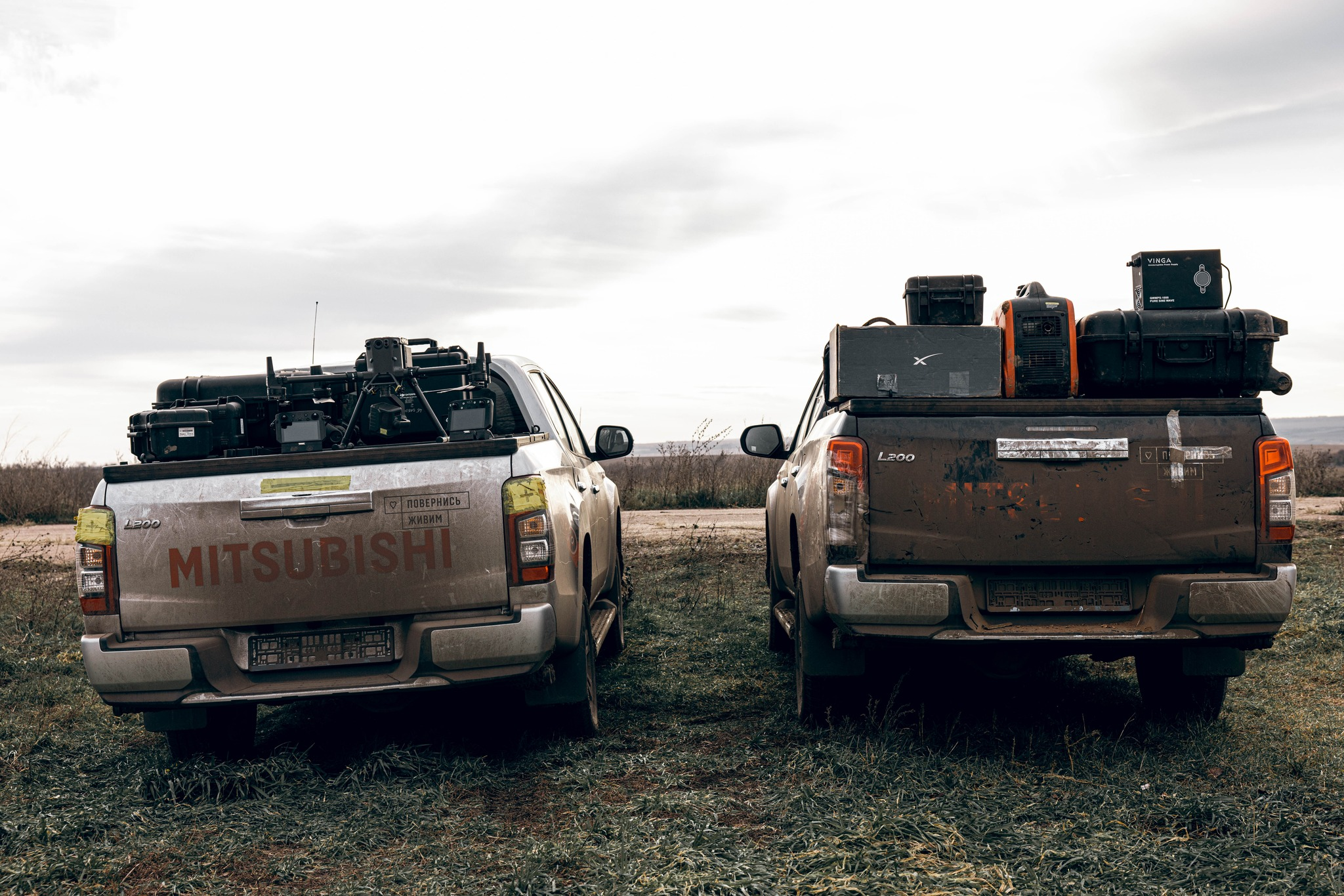
Pick-up civils utilisés comme support, avec récepteur Starlink à bord, en décembre 2022.

- État-major de la brigade et son QG ;
- batterie de contrôle (conduite du tir) ;
- 57e division[6] d'artillerie ;
- 59e division d'artillerie ;
- 62e division d'artillerie ;
- 64e division d'artillerie ;
- 87e division antichar (canons MT-12 Rapira, missiles Stouhna-P, RK-3 Corsar, Milan et FGM-148 Javelin)[3] ;
- division de reconnaissance d'artillerie (pour l'acquisition de cibles) ;
- bataillon de sécurité (de l'infanterie motorisée) ;
- compagnie du génie (pour la préparation des positions de tir) ;
- compagnie de maintenance (entretien et réparation) ;
- compagnie de logistique (notamment le transport des munitions) ;
- compagnie de transmissions ;
- compagnie de radar (pour les tirs de contrebatterie) ;
- compagnie médicale (soins et évacuation) ;
- compagnie de protection NBC[7].

Au début de l'année 2023, les obusiers de 152 mm modèles 2A65 et 2A36 sont complétés ou remplacés par des D-20, des M777 et des canons automoteurs Archer (ces trois derniers tirant des obus de 155 mm).